# Семигір'я (Олександрійський район)
Семигі́р'я — село в Україні, у Великоандрусівській сільській громаді Олександрійського району Кіровоградської області. Населення становить 128 осіб.
На північному заході межує зі Стецівкою Чигиринського району, на північному сході — з Великою Андрусівкою, на півдні — з селом Глинськ Кіровоградської області.
Село Семигір'я неодноразово згадується в автобіографічному романі Юрія Горліса-Горського (1898—1946) «Холодний Яр» (1932): «Товариство охоче підпорядкувалося Холодному Ярові. У складі його штабу — деякі члени колишнього коцуровського ревкому. Хлопці мають широкі зв'язки у Чигирині. Мають замір, піднявши Суботів, Новоселицю, Івківці, а з другого боку Стецівку та Семигір'я, захопити Чигирин». 
Автор описує виступ 1920 року семигірян разом із сусідами-стецівчанами проти більшовицьких карателів (село було підпалене, від рук російських зайд загинуло 7 мешканців Семигір'я). Ю. Горліс-Горський зазначає, що на час національно-визвольної війни в Україні 1918—1923 років Семигір'я, як і сусіднє c.Стецівка, вважалися дуже великими селами. 

## Населення
Згідно з переписом УРСР 1989 року чисельність наявного населення села становила 202 особи, з яких 79 чоловіків та 123 жінки.
За переписом населення України 2001 року в селі мешкало 128 осіб.

### Мова
Розподіл населення за рідною мовою за даними перепису 2001 року:
| Мова       | Відсоток |
| ---------- | -------- |
| Українська | 96,09 %  |
| Російська  | 2,34 %   |
| Молдовська | 0,78 %   |
| Румунська  | 0,78 %   |